# Aspectos de la meditación cristiana

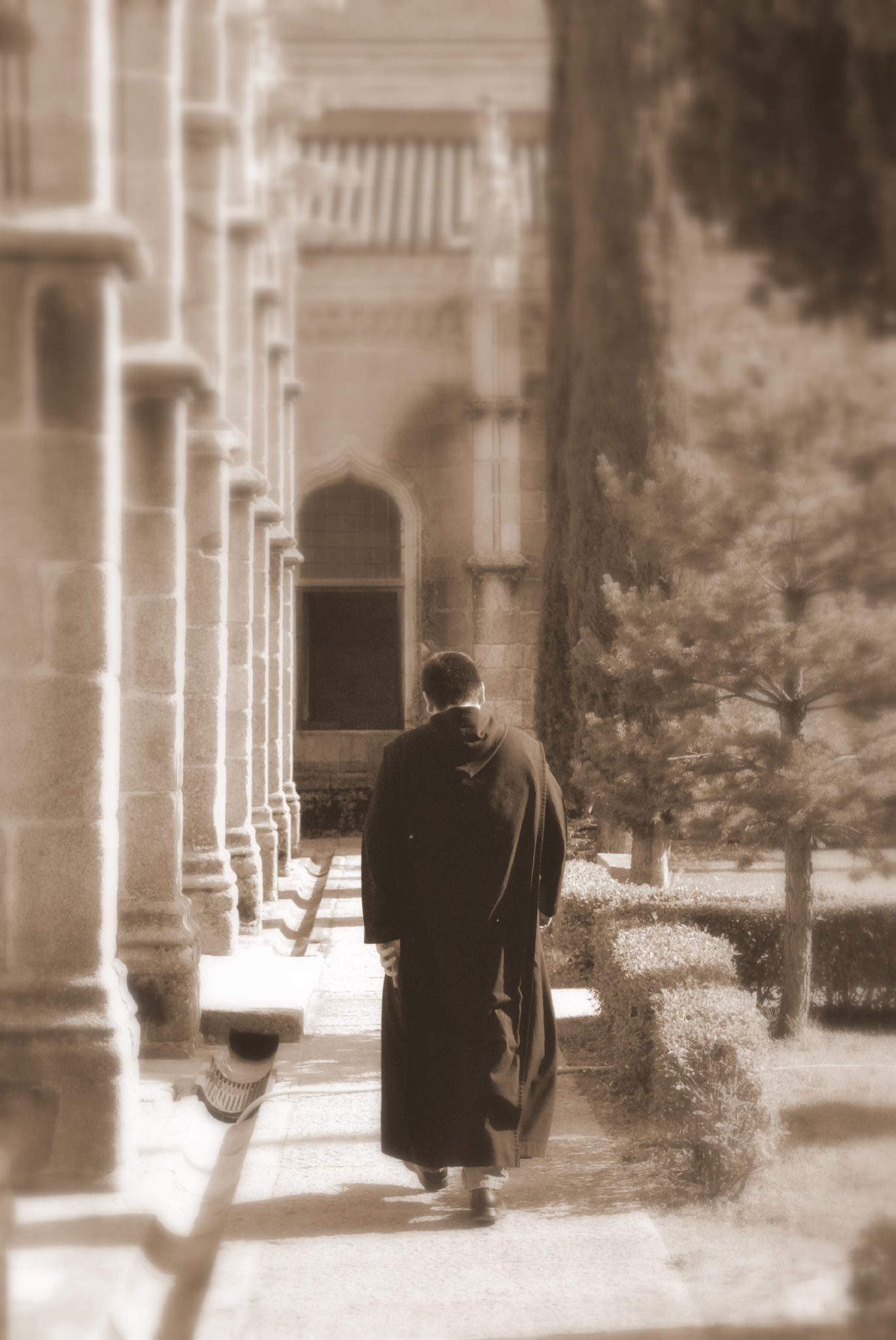
Un monje caminando en un monasterio benedictino

Aspectos de la meditación cristiana fue el tema de un documento del 15 de octubre de 1989 de la Congregación para la Doctrina de la Fe. El documento se titula Carta a los obispos de la Iglesia católica sobre algunos aspectos de la meditación cristiana y se conoce formalmente por su Íncipit, Orationis formas.
El documento lanza advertencias sobre las diferencias, y posibles incompatibilidades, entre la meditación cristiana y los estilos de meditación utilizados en religiones orientales como el budismo. El documento advierte de errores fundamentales al combinar estilos de meditación cristianos y no cristianos. 
Haciendo referencia a la constitución Dei Verbum el documento enfatiza que toda oración y meditación cristiana debe "proceder a converger en Cristo" y ser guiada por el don del Espíritu Santo. Reafirmaba que la Iglesia recomienda la lectura de la Escritura antes y como fuente de la oración y la meditación cristianas.
En 2003 se hicieron advertencias similares en Una reflexión cristiana sobre la Nueva Era, que calificaba las actividades de la Nueva Era como esencialmente incompatibles con las enseñanzas y los valores cristianos.

## Advertencias
Este documento de la Congregación para la Doctrina de la Fe subraya las diferencias entre los enfoques meditativos cristianos y orientales. Advierte de los peligros de tratar de mezclar la meditación cristiana con los enfoques orientales, ya que podría ser confuso y engañoso, y puede dar lugar a la pérdida de la esencial Cristocéntrica naturaleza de la meditación cristiana.
La carta advierte que los "estados de euforia" obtenidos a través de la meditación oriental no deben confundirse con la oración ni asumirse como signos de la presencia de Dios, un estado que siempre debe desembocar en el servicio amoroso a los demás. Sin estas verdades, decía la carta, la meditación, que debería ser una huida del yo, puede degenerar en una forma de ensimismamiento. La carta advierte contra la concentración en el yo, en lugar de en Cristo, y afirma que:

La oración cristiana, ..., comunión de las criaturas redimidas con la vida íntima de las Personas de la Trinidad, basada en el Bautismo y la Eucaristía, fuente y culmen de la vida de la Iglesia, implica una actitud de conversión, una huida del "yo" hacia el "Tú" de Dios. Así, la oración cristiana es siempre auténticamente personal y comunitaria. Huye de las técnicas impersonales o de la concentración en uno mismo, que pueden crear una especie de rutina.

La carta advierte también de que la concentración en los aspectos físicos de la meditación "puede degenerar en un culto al cuerpo" y que equiparar los estados corporales con la mística "podría conducir también a perturbaciones psíquicas y, a veces, a desviaciones morales."

## Estructura
El documento consta de siete secciones:
1. Introducción: Aborda el hecho de que muchos cristianos desean experimentar una vida de oración más profunda y auténtica a pesar de la rapidez de la cultura moderna, y que algunos han llegado a ver en la meditación oriental una posible solución. Pero indica que la meditación cristiana es diferente.
2. La oración cristiana a la luz de la Revelación: Rastrea los orígenes de la meditación cristiana y sus raíces en la Biblia.
3. Formas erróneas de orar: Advierte de los errores en determinados enfoques de la oración.
4. El camino cristiano hacia la unión con Dios: Discute las características prominentes del "camino de Cristo" como clave para la oración cristiana.
5. Cuestiones de método: Subraya que es imposible llegar a un amor perfecto de Dios si se "ignora su entrega a nosotros por medio de su Hijo Encarnado.
6. Métodos psicológico-corporales: Discute la "posición y porte del cuerpo" y el "simbolismo psicofísico".
7. "Yo Soy El Camino": Enfatiza que cada persona no debe guiarse tanto por sus gustos personales como por el Espíritu Santo, que le guía, a través de Cristo, hacia el Padre.